# 2010 EU65
2010 EU65 est une planète mineure classée centaure par le Centre des planètes mineures lors de sa découverte. L'objet est potentiellement en  orbite en fer à cheval vis-à-vis d'Uranus. 

## Découverte
2010 EU65 a été découvert le 13 mars 2010 par David L. Rabinowitz et Suzanne Tourtellotte depuis La Silla, au Chili.

## Orbite
2010 EU65 a une excentricité modérée (0,15) et un demi-grand axe de 20,02 UA.

## Propriétés physiques
2010 EU65 a une magnitude absolue de 9.1 ce qui lui donne un diamètre pouvant aller de 28 à 90 km.
Le site de Johnson l'estime à 64 km pour un albédo de 0,09.

## Orbite potentiellement en fer à cheval par rapport à Uranus
Sur la base de son orbite héliocentrique actuelle, 2010 EU65 suit une orbite en fer à cheval autour du point de Lagrange L3 d'Uranus. Compte tenu du fait que son orbite est mal déterminée, l'objet est un candidat pour être un orbiteur en orbite en fer à cheval d'Uranus.